# Сильвия Сидни
Сильвия Сидни (англ. Sylvia Sidney, 8 августа 1910 — 1 июля 1999) — американская актриса, обладательница премии «Золотой глобус», а также номинантка на «Оскар».

## Биография
Сильвия Сидни, урождённая София Косова, родилась в нью-йоркском районе Бронкс 8 августа 1910 года в семье румынской еврейки Ребекки (урождённой Заперштайн) и белорусского еврея Виктора Косова, иммигрировавшего в США и ставшего продавцом промтоваров. После развода родителей в 1915 году София осталась с матерью и отчимом, дантистом Зигмундом Сидни.
Актёрскую карьеру она начала в 15 лет, взяв в качестве псевдонима фамилию отчима. В 1920-е годы, будучи студенткой Театральной школы актёрского искусства, она много играла в их постановках и неоднократно получала положительные отзывы критиков. В 1926 году её заметил один из голливудских агентов и в том же году началась её кинокарьера. Одними из первых фильмов с её участием стали «Уличная сцена» (1931), «Мадам Баттерфляй» (1932), «Чудесный человек» (1932), «Принцесса на тридцать дней» (1934) и другие. В это время она много снималась вместе с Хамфри Богартом Спенсором Трейси, Генри Фондой, Фредриком Марчем и Кэри Грантом. К концу 1940-х годов её карьера постепенно пошла на спад, и в последующие годы Сильвия снималась намного меньше.
В 1973 году она стала номинанткой на премию «Оскар» за роль в фильме «Летние желания, зимние мечты», но премию она так и не получила. Сидни также снималась и на телевидении, а в 1986 году стала обладательницей премии «Золотой глобус» за роль в телевизионном фильме «Заморозки».
Свою последнюю роль в кино она сыграла в фильме «Марс атакует!» в 1996 году, где исполнила роль бабушки Флоренз Норрис. За свой вклад в киноискусство актриса удостоена звезды на Голливудской аллее славы на Голливуд-бульвар 6245.
Сильвия Сидни трижды была замужем и все три раза брак заканчивался разводом. Первый раз она вышла за издателя Беннетта Серфа 1 октября 1935 года, но через шесть месяцев 9 апреля 1936 года они развелись. Позже, в 1938 году, она вышла замуж за актёра и театрального педагога Лютера Адлера, брата Стеллы Адлер, от которого родила своего единственного ребёнка, сына Джейкоба (1939—1987, умер от болезни Лу Герига), но в 1947 году они развелись. 5 марта 1947 года она вышла замуж за продюсера и диктора Карлтона Алсопа, 22 марта 1951 года они развелись.
Сильвия Сидни умерла от рака 1 июля 1999 года в Нью-Йорке и после смерти была кремирована.

## Избранная фильмография
| Год  |    | Русское название                       | Оригинальное название              | Роль                            |
| ---- | -- | -------------------------------------- | ---------------------------------- | ------------------------------- |
| 1931 | ф  | Городские улицы                        | City Streets                       | Нэн Кули                        |
| 1931 | ф  | Американская трагедия                  | An American Tragedy                | «Берт» Олден                    |
| 1933 | ф  | Дженни Герхардт                        | Jennie Gerhardt                    | Дженни Герхардт                 |
| 1934 | ф  | Принцесса на тридцать дней             | Thirty-Day Princess                | Нэнси Лейн / принцесса Катерина |
| 1936 | ф  | Тропинка одинокой сосны                | The Trail of the Lonesome Pine     | Джун Толливер                   |
| 1936 | ф  | Ярость                                 | Fury                               | Кэтрин Грант                    |
| 1936 | ф  | Саботаж                                | Sabotage                           | миссис Верлок                   |
| 1937 | ф  | Жизнь даётся один раз                  | You Only Live Once                 | Джоан «Джо» Грэм                |
| 1937 | ф  | Тупик                                  | Dead End                           | Дрина                           |
| 1938 | ф  | Ты и я                                 | You and Me                         | Хелен Деннис                    |
| 1945 | ф  | Кровь на солнце                        | Blood on the Sun                   | Айрис Хиллард                   |
| 1955 | ф  | Жестокая суббота                       | Violent Saturday                   | Элси Брэйден                    |
| 1956 | ф  | За высокой стеной                      | Behind the High Wall               | Хильда Кармайкл                 |
| 1977 | ф  | Я никогда не обещала вам розового сада | I Never Promised You a Rose Garden | мисс Корал                      |
| 1978 | ф  | Омен 2: Дэмиен                         | Damien: Omen II                    | тётя Мэрион                     |
| 1982 | ф  | Хэммет                                 | Hammett                            | Дональдина Кэмерон              |
| 1985 | ф  | Ранний мороз                           | An Early Frost                     | Беатрис Маккенна                |
| 1988 | ф  | Битлджус                               | Beetlejuice                        | Джуно                           |
| 1992 | ф  | Второе дыхание                         | Used People                        | Бекки                           |
| 1996 | ф  | Марс атакует!                          | Mars Attacks!                      | Флоренс Норрис                  |
| 1998 | тф | Остров фантазий                        | Fantasy Island                     | секретарь в турагентстве Фишера |

## Награды
- Золотой глобус 1986 — «Лучшая актриса второго плана в сериале или телефильме» («Заморозки»)
- Сатурн 1989 — «Лучшая актриса второго плана» («Битлджус»)